# Tauriv, Kozova
Tauriv (în ucraineană Таурів) este o comună în raionul Kozova, regiunea Ternopil, Ucraina, formată numai din satul de reședință.

## Istoric
Prima mențiune scrisă este 1465 ca Tavorov. În documentul fiscal pentru 1564 satul este listat sub numele de Tabors .
Satul este menționat într-un document din data de 22 martie 1599, în care arhiepiscopul romano-catolic Lviv, Jan Dimitr Solikovski, dă moartea lui Joseph Dorozhynsky.
Potrivit legendei, fostul sat era pe malul stâng al râului Strip. Cu toate acestea, după atacul martorilor tătari, s-au mutat pe malul drept. În timpul atacurilor, au fugit în tract. Și când li s-au întrebat "unde te duci?", Locuitorii au răspuns "și în șanț". Deci, numele așezării a luat naștere, iar apoi a fost un sat.

## Demografie
Componența lingvistică a comunei Tauriv
     Ucraineană (99,81%)
     Alte limbi (0,19%)
Conform recensământului din 2001, majoritatea populației comunei Tauriv era vorbitoare de ucraineană (99,81%), existând în minoritate și vorbitori de alte limbi.